# ドイツ建築博物館
ドイツ建築博物館（ドイツけんちくはくぶつかん、ドイツ語: Deutsches Architekturmuseum）Museumsuferフランクフルトの博物館群に位置する博物館である。博物館は1912年に建てられた建物を、建築家のOswald Mathias Ungersによって博物館に改築された。1984年に開館した。博物館には"原始小屋から超高層ビルへ"（ドイツ語: Von der Urhütte zum Wolkenkratzer）という常設展示がある。
毎年多くの特別展、セミナー、座談會、講演会を開催しており、ルートヴィヒ・ミース・ファン・デル・ローエ、フランク・ゲーリー等の近現代建築巨匠の作品を含む約20万の建築図面と約1,320点の建築模型を所蔵している。館內の図書館には 25000 冊の書籍や雑誌が収蔵されている。 

## 歴史
ドイツ建築博物館は、もともと1912年に建てられた別荘。 1979 年、芸術・建築史家のFritz Geldmacherはドイツ建築博物館の設立を進め、初代館長を務めた。建築家のUngersに改造するよう依頼した。 博物館は 1984 年 6 月 1 日に開館した。初めの展示は「現代主義的な修正」（ドイツ語: Die Revision der Moderne）。 

## 建物の特色
ドイツ建築博物館は、個人的な建築哲学を反映し、Ungersの最も代表的な作品の一つと言えること。空間デザインの面では、「部屋の中の部屋」の概念を採用した。 屋外庭園は平屋建ての展示スペースに改装された。 古い建物自体の内部構造は完全にくり抜かれ、殻だけが残っており、内部には地上4階、地下2階の白い建物が建てられていた。 このようにして、建築空間はマトリョーシカに似てる。古い建物自体も展示品になる。屋根には広い天窓が設けられており、白い建物の両側の中庭には日光が通って、各階の展示スペースの採光源として役割を果たしている。古い建物自体は内部空間狭いし、構造強度が足りないし、展示空間としてはできないと考えられた。建築家の創意工夫は、元の外壁や内部が展示壁になり、壁と壁の間が展示空間になった。 そのため、展示スペースがゆとりになって、絵画を吊るす壁も大幅に増加した。元の庭園の外部スペースには中庭がある。そこで栗の木が植えられている。 この木は意図的に保存されていた。 中庭の壁はクラスを元して、木を見られるようになる。屋内の緑地とする中庭は、空間の概念における工夫が特徴になる。

## 図集

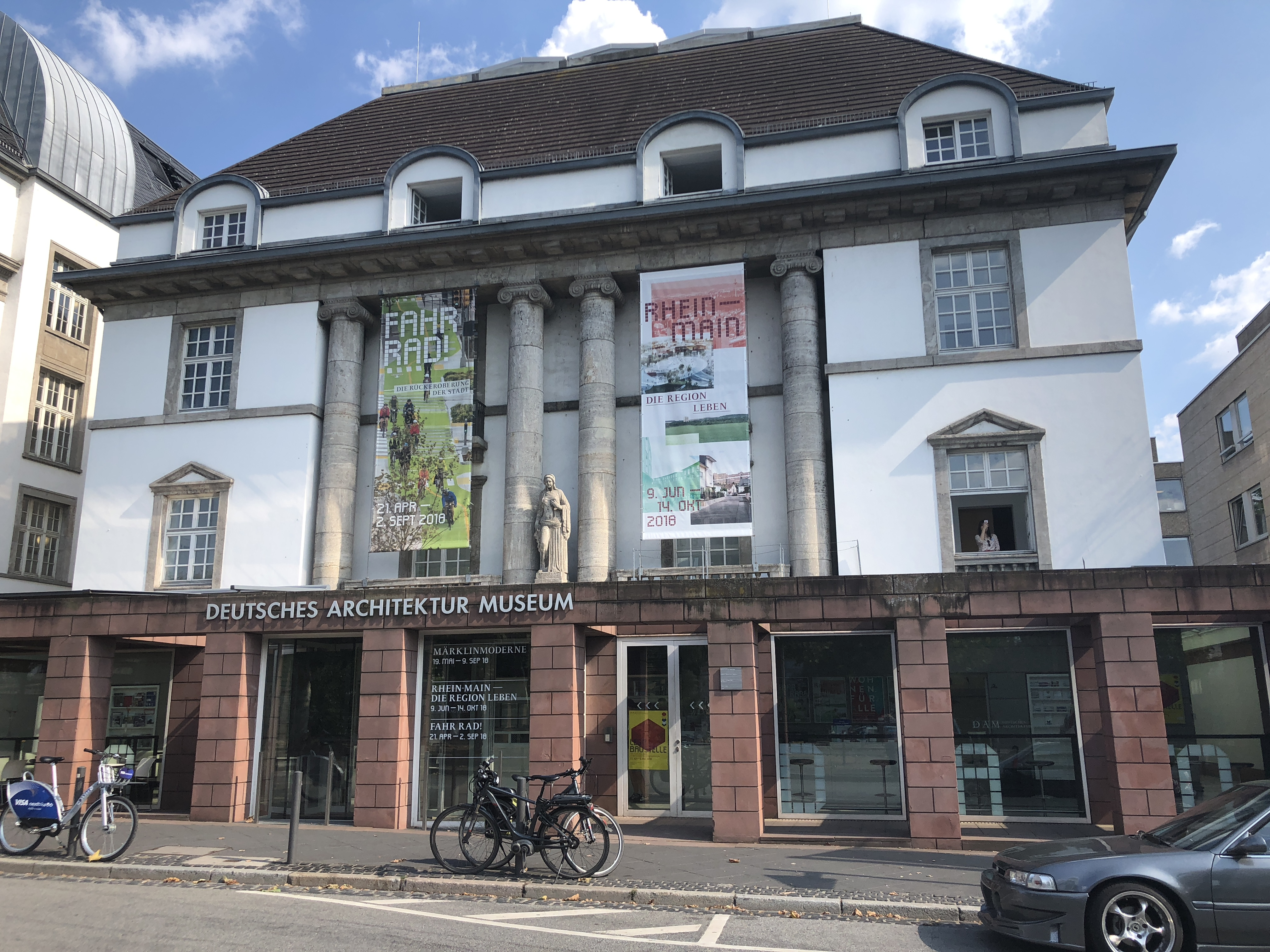
博物館正面。
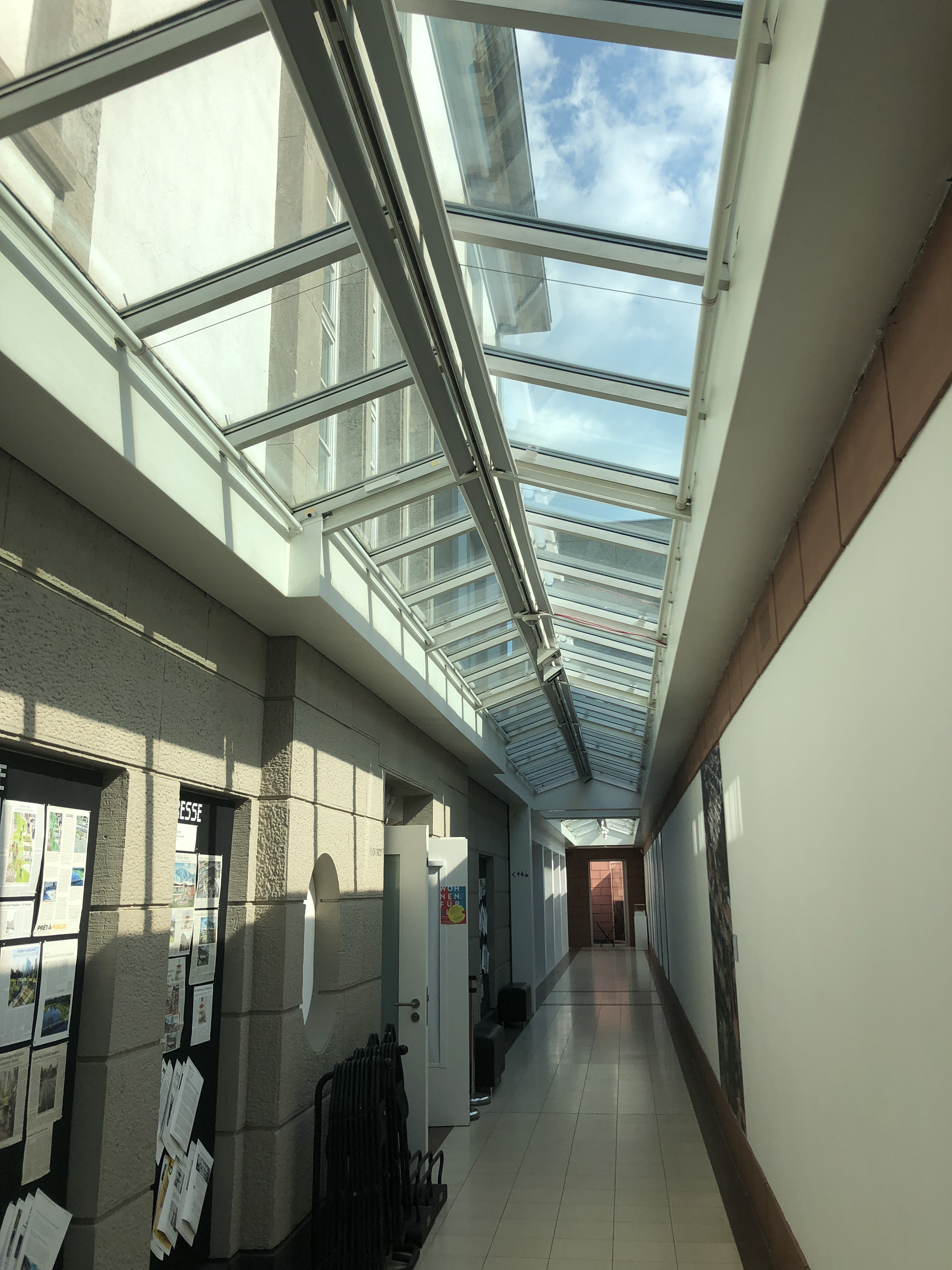
元の建物と新しい外壁の間の展示スペース。
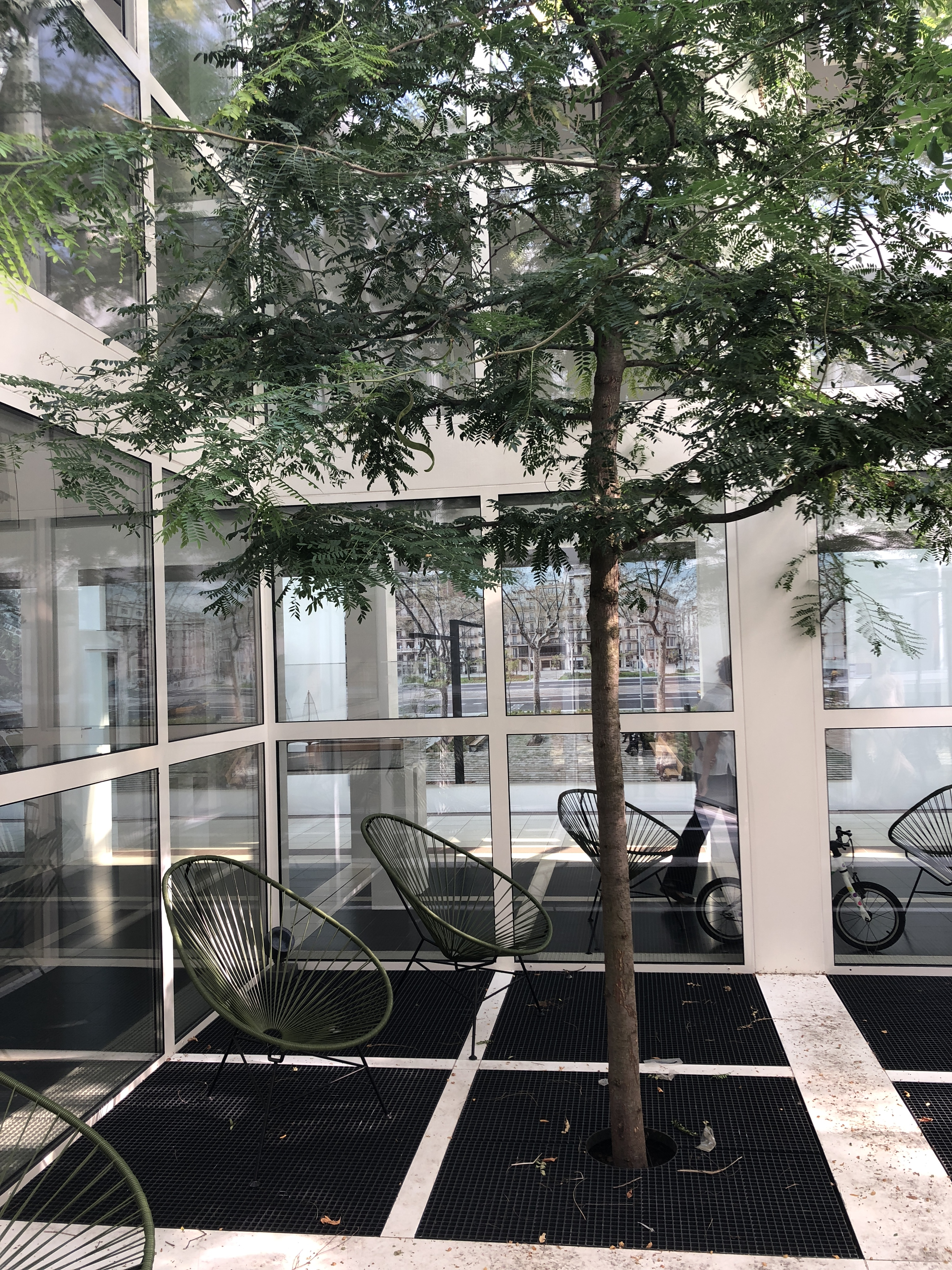
元の庭にある栗の木。
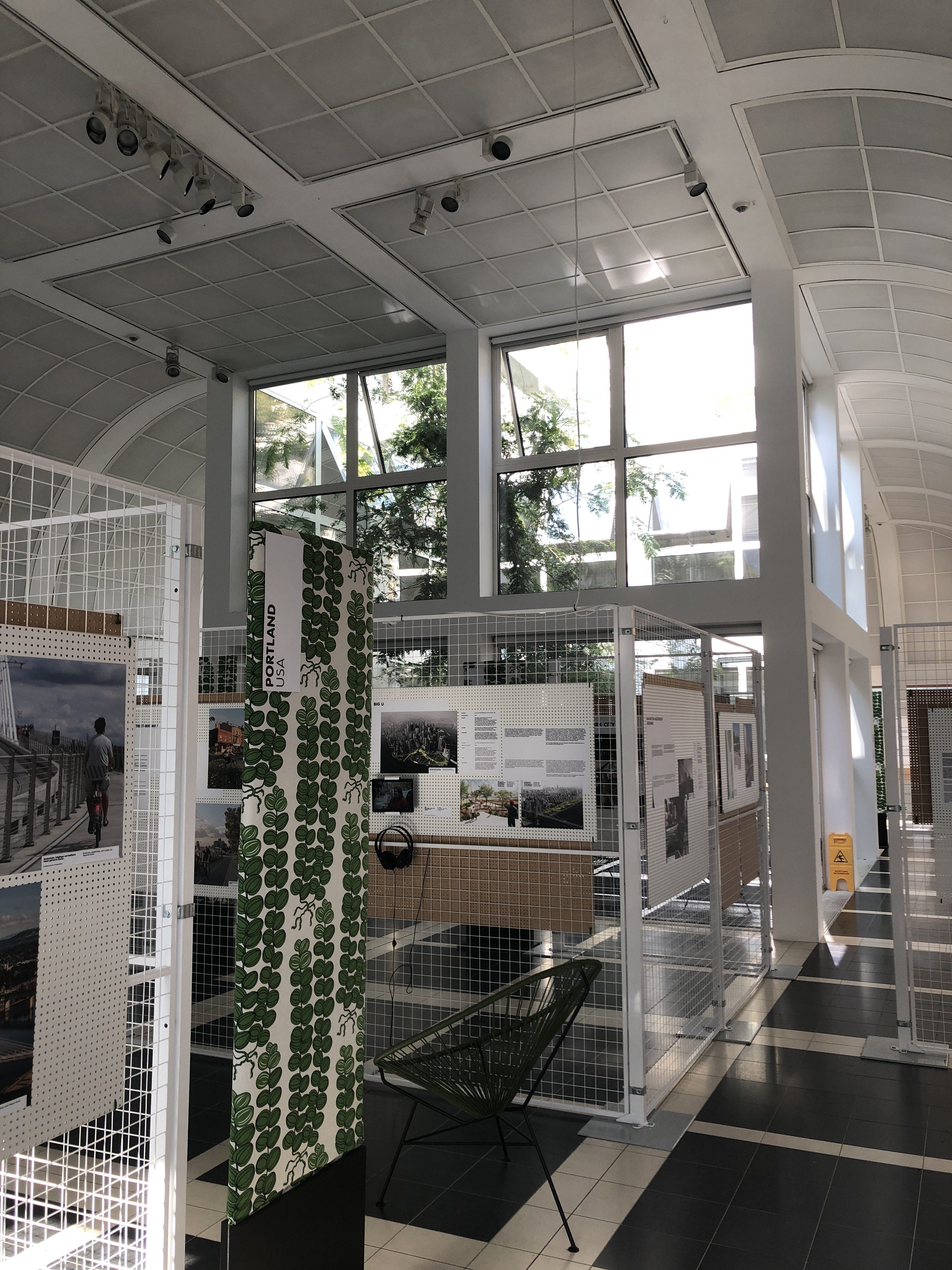
会場から見える栗の木。
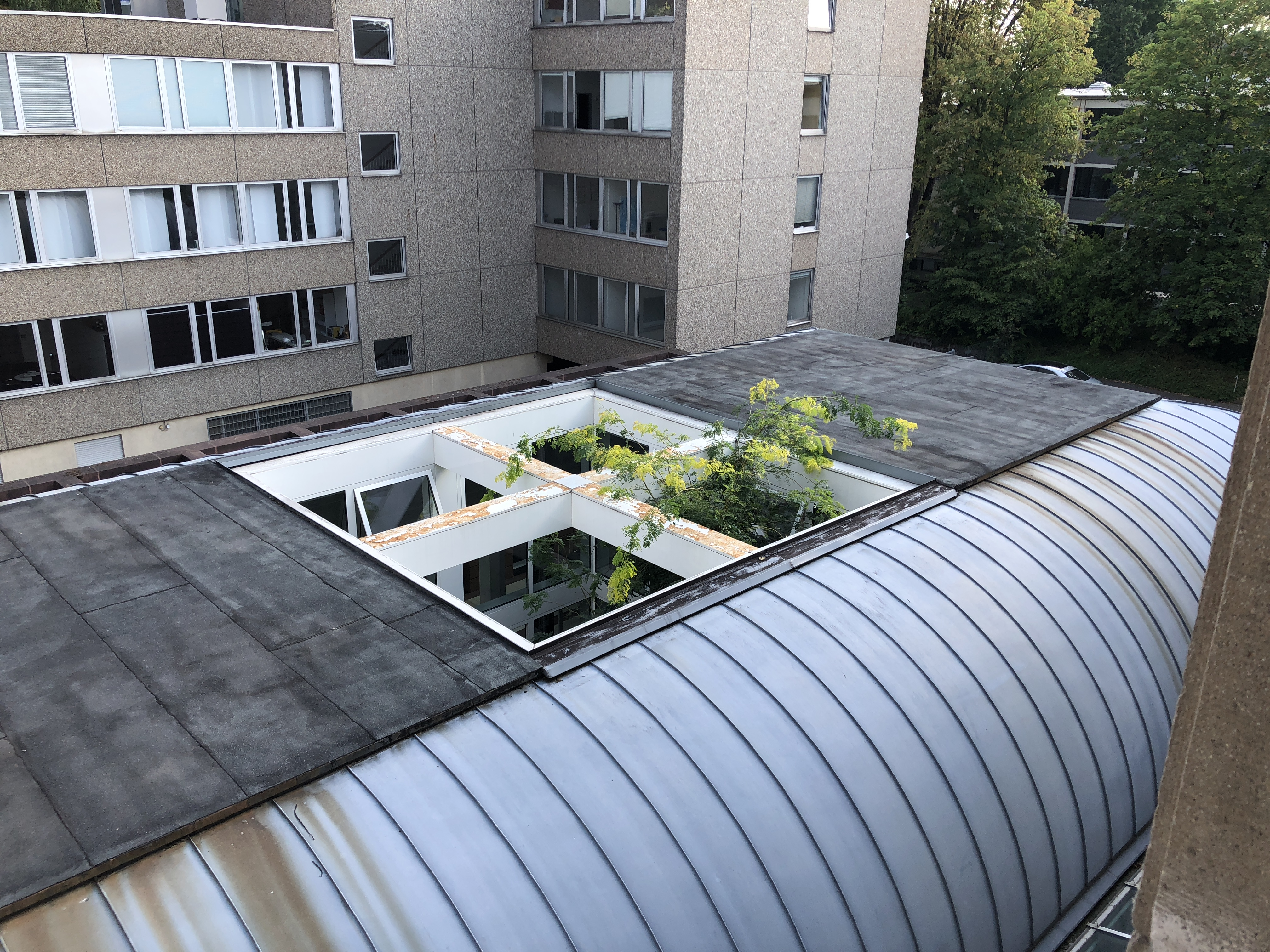
中庭の上。
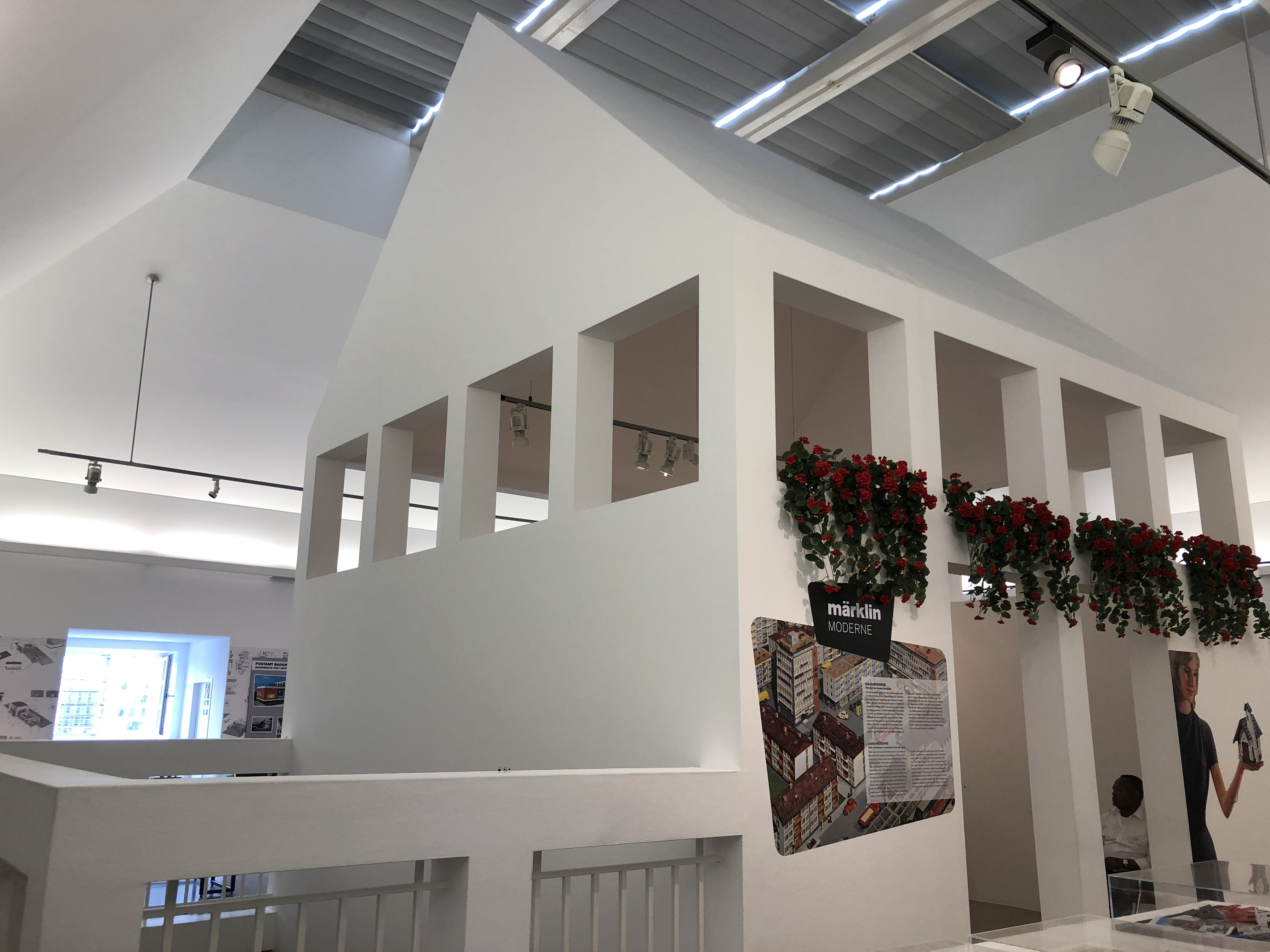
白い建物。
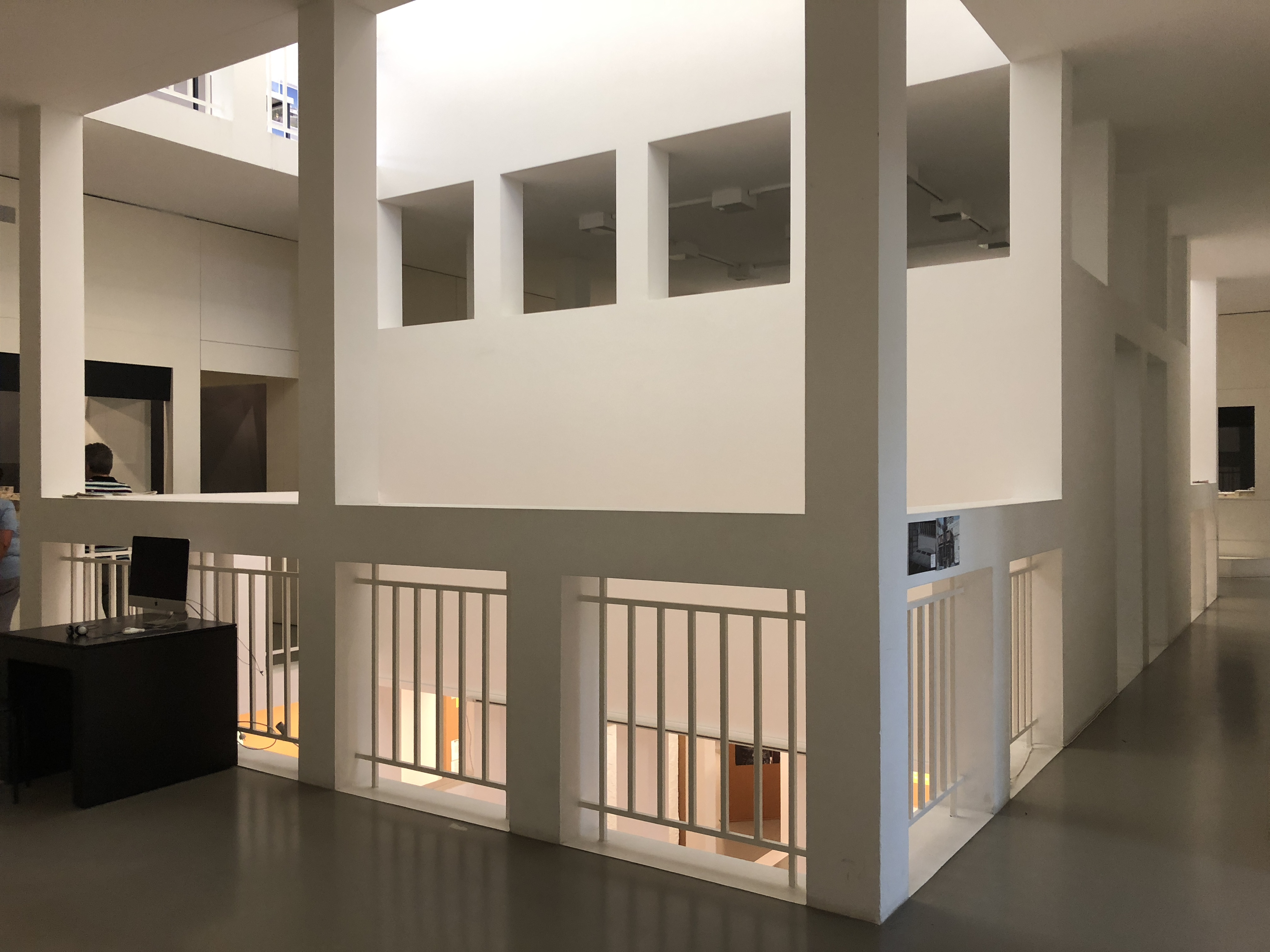
採光源として中庭。
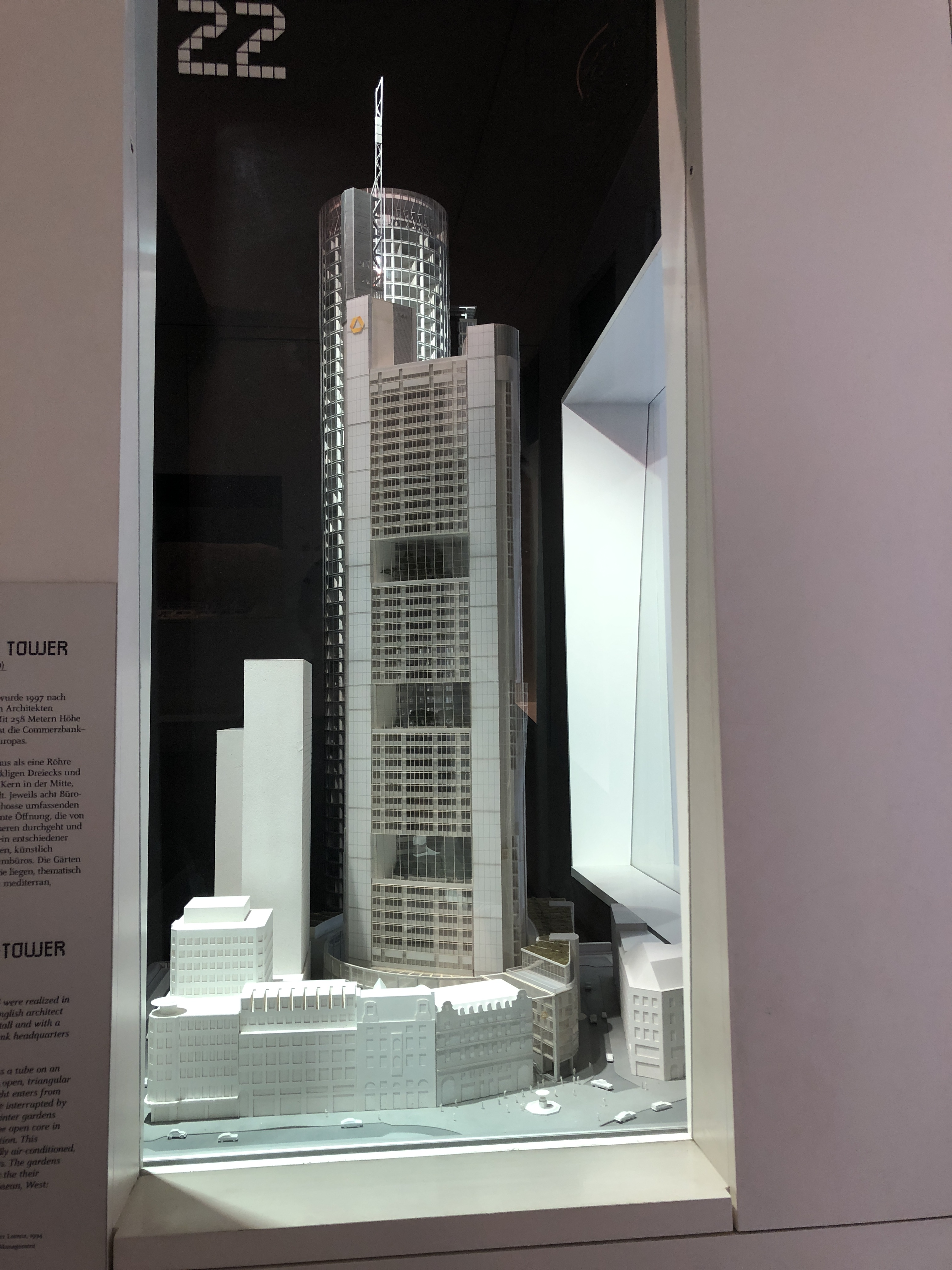
コメルツ銀行タワーのモデル。